# Markaz
Markaz es un pueblo ubicado en el distrito de Gyöngyös, en el condado de Heves, Hungría.

## Superficie
Posee una superficie de 25,61 kilómetros cuadrados.

## Demografía
Hasta 2019 la población era de 1778 habitantes, con una densidad de población de 69,43 habitantes por kilómetro cuadrado.